# Крузе, Генрих
Генрих Крузе (нем. Heinrich Kruse; 15 декабря 1815, Штральзунд — 13 января 1902) — немецкий драматург и журналист.
Изучал филологию, историю и археологию в Бонне и Берлине, путешествовал по Скандинавии, России (1840), Англии (где был воспитателем молодого герцога Шефтсбери). С 1847 г. профессиональный журналист, главный редактор «Новой берлинской газеты» (нем. Neuen Berliner Zeitung, 1848), «Немецкой газеты» во Франкфурте (нем. Deutschen Zeitung, 1848—1849), «Кёльнской газеты» (нем. Kölnischen Zeitung, 1855—1872).
Автор драм (преимущественно исторических) «Графиня» (нем. Die Gräfin, 1868), «Вулленвевер» (нем. Wullenvever, 1871, о судьбе Юргена Вулленвевера), «Король Эрик» (нем. König Erich, 1871), «Мориц Саксонский» (нем. Moritz von Sachsen, 1872), «Брут» (нем. Brutus, 1874), «Девушка из Византии» (нем. Das Mädchen von Byzanz, 1877), «Алексей» (нем. Alexei, 1882) и др., а также сборников новелл и исследования «Об интерполяциях в „Элленике“ Ксенофона» (нем. Über Interpolationen in Xenophons Hellenika, 1887).